# Montpellier (singolo)
Montpellier è un singolo del rapper italiano Rhove, pubblicato il 27 maggio 2021 dalla Milano Ovest, Virgin e Universal Italia.

## Tracce
Testi e musiche di Samuel Roveda, Emilio Barberini e Andrea Usai.
1. Montpellier – 2:10